# روی پلاملی
روی پلاملی (انگلیسی: Roy Plomley؛ ‏ ‎/ˈplʌmli/‎ PLUM-lee؛ ‏ ۲۰ ژانویهٔ ۱۹۱۴ – ۲۸ مهٔ ۱۹۸۵) برنامه‌ساز و مجری رادیویی، تهیه‌کننده، رمان‌نویس و نمایشنامه‌نویس اهل بریتانیا بود.
وی پایه‌گذار و نخستین مجری برنامهٔ مشهور رادیویی لوح‌های جزیره متروک بود.

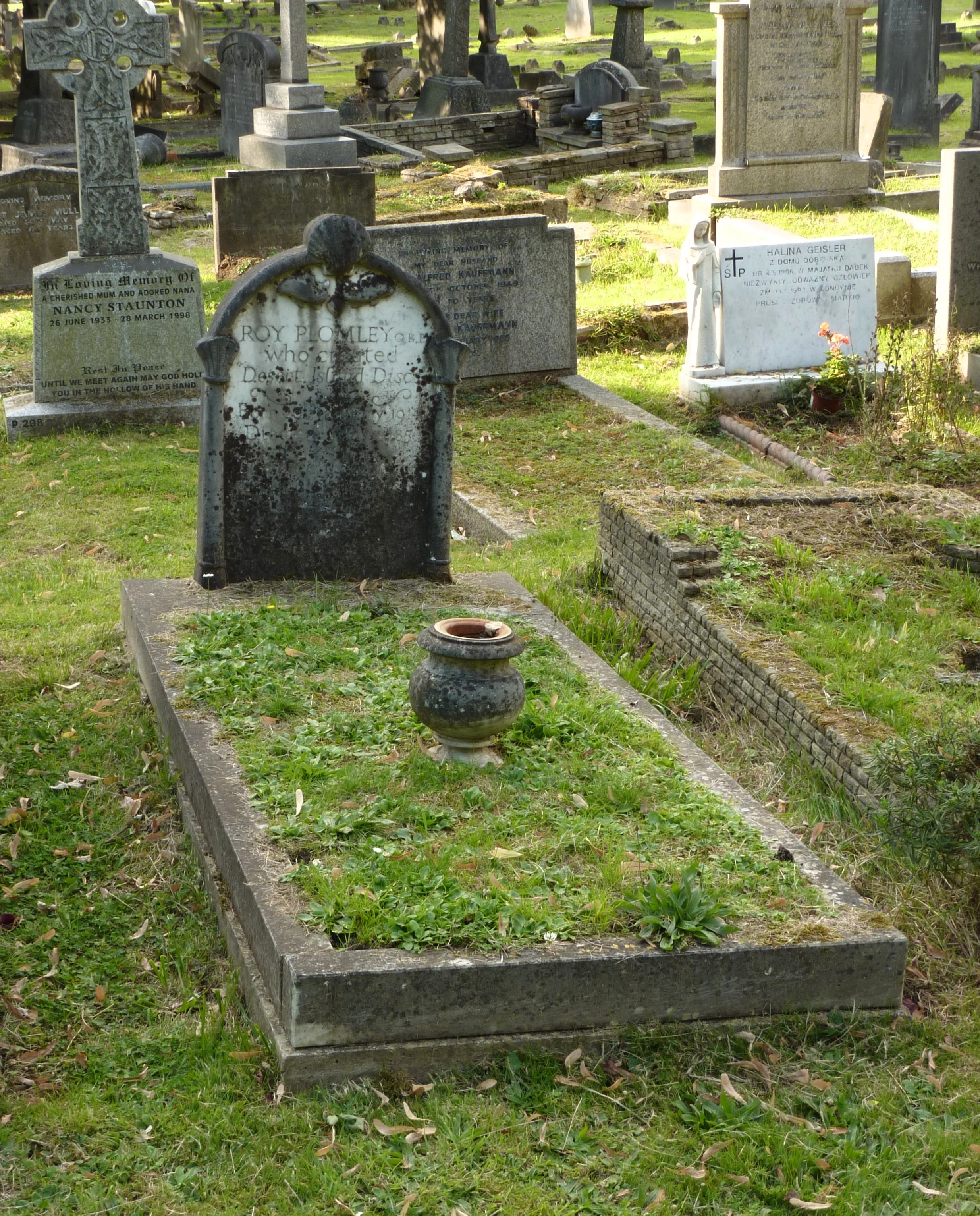
آرامگاه پلاملی در قبرستان Putney Vale واقع در لندن در سال ۲۰۱۴